# Parsonsia smithii
Parsonsia smithii är en oleanderväxtart som beskrevs av Markgraf. Parsonsia smithii ingår i släktet Parsonsia och familjen oleanderväxter. Inga underarter finns listade i Catalogue of Life.